# Йордан Боянов
Йордан Боянов е български учен и преподавател, професор в Машинно-електротехническия институт, един от положилите основите на електронното инженерство в България, автор на научни трудове, учебници и справочници.

## Биграфия

### Образование и ранни години
Роден в Русе на 14 октомври 1922 г. Получава образованието си по електроинженерство през 1949 г. в Държавната политехника, сред чиито наследници е Машинно-електротехническият институт от 1953 г., днес Технически университет в София. Той е първият възпитаник на катедрата по високофреквентна и съобщителна техника и получава званието електроинженер по слаби токове. Впоследствие става член на катедрата.
От 1950 г. до 1951 г. е ръководител на лаборатория в Комитет по радиоинформация. През 1951 г. участва с екип от учени в осъществяването на идеята за създаване на първия телевизионен център и първото телевизионно предаване начело с тогавашния ректор на Техническия университет проф. Саздо Иванов. На 16 май осъществяват първото в България предаване на телевизионен сигнал.
От 1952 г. до 1954 г. е директор на радиоразпръскването в Министерството на пощите, телеграфите и телефоните. От 1955 г. до 1957 г. е главен конструктор в слаботоковия завод „Климент Ворошилов“ в София.

### Преподавателска дейност
През 1958 г. Йордан Боянов получава званието старши преподавател в Машинно-електротехническия институт, София (днес Технически университет, ТУС), става доцент през 1961 г.
В началото на учебната 1961/62 г. става ръководител на новосъздадената катедра Полупроводникова и промишлена електроника, по-късно преименувана в катедра „Електроника“ и „Електронна техника“, която се отделя от катедра „Радиотехника“. Целта на едноименната катедра е да осигури подготовката на специалисти в областта на разработката и приложението на полупроводниковите прибори. През тези години предимно екстензивното развитие на икономиката и обществото в България минава през тясна специализация. Това се отнася и за промишлеността, и за науката, и за висшето образование. Катедра Радиотехника става основата за изграждане на ФРЕ, така по-късно и самият факултет става родоначалник на появилия се по-късно Факултет по комуникационна техника и технологии и сегашния Факултет по телекомуникации в ТУ София.
Доц. инж. Йордан Боянов е първият декан на Факултета по радиоелектроника и заместник-ректор на ВМЕИ от 1962 г., получава званието професор през 1970 г.

### Научна дейност
Проф. Йордан Боянов е обучил много поколения инженери, много човечен преподавател и учен, положил основите на автоматизацията на проектирането в електрониката и анализа на електронните и полупроводникови схеми.
Редактор на списание Радио–Телевизия–Електроника. Основател и главен редактор на сп. „Млад конструктор“.
Автор е на научни трудове, научно–технически и научнопопулярни студиа, учебници и справочници, сред които:
- Теория на електронните схеми
- Справочник по машинни модели на полупроводникови прибори
- Електорнни и йонни лампи: (учебник за Машинно-електротехнически институти)
- Електронни и полупроводникови прибори: учебник за студентите от ВМЕИ „В. И. Ленин“, София
- Машинен анализ на електронни схеми: (ръководство)
- Приложна електроника: (учебник за студентите от специалността „Радиотехника“ при Електротехническия институт)
- Автоматизация на проектирането и конструирането в електрониката
- Справочник по електронни лампи
- Изчисляване на електронни схеми с микрокомпютри: (ръководство)
- Електронна схемотехника и микроелектроника

В знак на признателност към научното дело на проф. Йордан Боянов след края на жизнения му път на 20 август 1992 г., на негово име е кръстена зала в Техническия университет в София.

## В наши дни
Висшето образование по електроника в България започва едновременно с появата на термина електронно инженерство в Европа в началото на 1960-те години от един малък колектив с ръководител проф. Йордан Боянов.
Електрониката е ключова технология, без която не може да съществува нито едно техническо съоръжение, нито един технологичен процес в България.
През 2012 година се отбеляза 50-годишнината на обучението по електроника в България. Създаването на катедрата поставя началото на един клон от техниката, който претърпява най-бурно развитие през изминалите години, защото електрониката е връзката между аналоговия и цифровия свят. През учебната 1961 – 62 година са приети първите 60 студенти по специалност Полупроводникова и промишлена електроника. В протокол № 1, с дата 16 януари 1962 г. е записано: „Към Факултета по транспорт и съобщения се създава катедра Полупроводникова и промишлена електроника“. На заседанието присъстват доц. Йордан Боянов, доц. Борис Боровски, преп. Начо Начев, ст. ас. Георги Кръстев. Това са основателите на катедрата, провидели развитието на електрониката в бъдещето на техниката. Тези млади по онова време преподаватели стават учени от голяма величина, основатели на научни области и направления. Всяка година факултета завършват около 100-тина добре подготвени и конкурентоспособни специалисти за българската електронна индустрия. Той очерта и новите проекти, с които катедрата навлиза в следващите 50 години. Юбилеят за катедрата съвпадна с 90-годишнината от рождението и 20 години от кончината на нейния основател и първи ръководител проф. Йордан Боянов (1922 – 1992).
По този повод, като израз на признателност към делото на основателите на главните научни направления, е учредяването на юбилейни награди на тяхно име.